# Європа — Демократія — Есперанто
Європа — Демократія — Есперанто (Eŭropo — Demokratio — Esperanto) або EDE — політичний рух, який бере участь в європейських виборах. Основа платформи руху — введення есперанто офіційною мовою ЄС з метою сприяння мовній єдності в союзі.
Як «Europe — Démocratie — Espéranto» рух вперше брав участь у виборах в Європейський парламент у 2004 році у Франції. Німецькій філії, «Europa — Demokratie — Esperanto», у зв'язку з пізнім стартом, не вдалося зібрати необхідні 4000 підписів для участі у виборах у Німеччині незважаючи на інтенсивні зусилля.
Основна мета руху це розвиток і поширення есперанто в ЄС. У середньостроковій перспективі, партія хоче введення есперанто в загальноєвропейських школах, а в довгостроковій — прийняття есперанто як офіційної мови ЄС. Для досягнення цих цілей, EDE прагне мати списки кандидатів у всіх країнах-членах ЄС. На цей час, філії є тільки у Франції й Німеччині.

## Платформа
Рух направлено на сприяння «істинної європейської міжнародної демократії». Головні принципи:
- Першим критерієм демократії є право висловлювати свої думки
- Демократія забезпечує і розвиває кошти для мирних і конструктивних обговорень
- Демократія гарантує повагу прав меншин
- Повага прав людини

## Результати виборів
| Регіон              | 2004 год            | 2004 год | 2004 год | 2009 год          | 2009 год | 2009 год |
| Регіон              | Лідер списку        | Голосів  | Відсоток | Лідер списку      | Голосів  | Відсоток |
| ------------------- | ------------------- | -------- | -------- | ----------------- | -------- | -------- |
| Париж               | Georges Kersaudy    | 5.789    | 0,21 %   | Elisabeth Barbay  | 3.294    | 0,12 %   |
| Схід                | B. Schmitt          | 5.336    | 0,24 %   | Fabien Tschudy    | 4.325    | 0,20 %   |
| Захід               | Denis-Serge Clopeau | 4.926    | 0,19 %   | Bert Schumann     | 4.215    | 0,17 %   |
| Південний захід     | Thierry Saladin     | 3.687    | 0,15 %   | Raymond Faura     | 3.975    | 0,15 %   |
| Південний схід      | Christian Garino    | 2.559    | 0,09 %   | Christian Garino  | 4.286    | 0,15 %   |
| Центр               | J-P. Tonnieau       | 2.174    | 0,15 %   | Farhad Daneshmand | 2.633    | 0,20 %   |
| Північний           | Bertrand Hugon      | 788      | 0,03 %   | Jacques Borie     | 4.680    | 0,19 %   |
| Заморський          |                     |          |          | Jacques Etienne   | 1.537    | 0,44 %   |
| Всього по Франції   |                     | 25.259   | 0,15 %   |                   | 28.945   | 0,17 %   |
| Всього по Німеччині |                     |          |          |                   | 11.772   | 0,045 %  |